# Hazel Green (Alabama)
Hazel Green es un lugar designado por el censo ubicado en el condado de Madison en el estado estadounidense de Alabama. En el año 2000 tenía una población de 3805 habitantes y una densidad poblacional de 146,3 personas por km².
A partir de 2022, Hazel Green está experimentando un auge residencial y comercial, provocado por el crecimiento desenfrenado del empleo procedente de la cercana Huntsville. Cientos de acres de tierras de cultivo generacionales están siendo reemplazados rápidamente por casas, complejos multifamiliares, cadenas de restaurantes de comida rápida y otras cadenas minoristas. El tema de la incorporación para dar cabida a esta repentina explosión de crecimiento se está convirtiendo en un debate popular entre los residentes existentes.

## Demografía
En el 2000 la renta per cápita promedia del hogar era de $40,263, y el ingreso promedio para una familia era de $45,174. El ingreso per cápita para la localidad era de $18,397. Los hombres tenían un ingreso per cápita de $40,263 contra $45,174 para las mujeres.

## Geografía
Hazel Green se encuentra ubicado en las coordenadas 34°55′25″N 86°34′1″O / 34.92361, -86.56694. Según la Oficina del Censo, la localidad tiene un área total de 26 km² (10,0 mi²), de la cual 26 km² (10,0 mi²) es tierra y 0 km² (0 mi²) (0.0%) es agua.